# Creusia spinulosa
Creusia spinulosa är en kräftdjursart som beskrevs av Leach 1824. Creusia spinulosa ingår i släktet Creusia och familjen Pyrgomatidae. Inga underarter finns listade i Catalogue of Life.